# Мантуров Денис Валентинович
Денис Валентинович Мантуров (рос. Денис Валентинович Мантуров; нар. 23 лютого 1969, Мурманськ, СРСР) — російський політик. Міністр промисловості і торгівлі Російської Федерації з 21 травня 2012 року до 14 травня 2024 року. Заступник голови уряду Російської Федерації з 15 липня 2022 року. Дійсний державний радник Російської Федерації I класу.

## Освіта
1994 року закінчив Московський університет, спеціальність «Соціологія». 1997 року закінчив аспірантуру МДУ, кандидат економічних наук. 2006 року закінчив Російську академію державної служби, спеціальність «Юриспруденція».

## Кар'єра
- 1998 р. — призначений заступником генерального директора ВАТ «Улан-Уденський авіаційний завод».
- 2000 р. — призначений комерційним директором ВАТ «Московський вертолітний завод ім. М. Л. Міля».
- 2001 р. — призначений заступником Голови ФГУП «Державна інвестиційна корпорація».
- 2003 р. — призначений генеральним директором ВАТ "ОПК «Оборонпром».
- 2007 р. — призначений заступником Міністра промисловості та енергетики Російської Федерації.
- 2008 р. — призначений заступником Міністра промисловості та торгівлі Російської Федерації.
- 2012 р. — призначений в.о. Міністра промисловості та торгівлі Російської Федерації.
- 2012 р. — призначений Міністром промисловості та торгівлі Російської Федерації.
- з 15 липня 2022 року — заступник голови уряду Російської Федерації[3].
- з 14 травня 2024 року — перший заступник голови уряду Російської Федерації.[4]

## Санкції
9 червня 2022 року Україна ввела санкції щодо Мантурова через вторгнення Росії в Україну.
З 28 жовтня 2022 року під санкціями Канади.
У листопаді 2022 року внесений до санкційних списків Великої Британії за підтримку вторгнення в Україну.
26 січня 2023 року потрапив під санкції США.
24 лютого 2023 року доданий до санкційного списку Австралії, та Нової Зеландії.

## Сім'я
Дружина — Наталія Євгенівна Мантурова (дев. Кисіль) (нар. 1969) — пластичний хірург. Головний позаштатний спеціаліст пластичний хірург МОЗ Росії, завідувачка кафедри пластичної та реконструктивної хірургії, косметології та клітинних технологій ФДАОУ ВО РНІМУ ім. М. І. Пирогова, доктор медичних наук, лікар вищої категорії, президент «Російського товариства пластичних, реконструктивних та естетичних хірургів», член Товариства естетичної медицини, член ISAPS, головний редактор журналу «Пластична хірургія та естетична медицина», заслужений лікар Російської Федерації. Засновник і власник клініки пластичної хірургії «Ланцетъ» і центру естетичної медицини «Російська красуня». Виросла в Бомбеї, де її батько Євген Кисіль працював у представництві авіакомпанії «Аерофлот». Потім Є. Кисіль у партнерстві з «Аерофлотом» створив компанію «АероРепкон», де призначив Мантурова своїм заступником. Компанія займалася експортом комплектуючих деталей для вертольотів Мі-8 в Індію.
Двоє дітей. Син — Євген (нар. 19 травня 1998) навчається на факультеті міжнародних економічних відносин МДІМВ. Дочка — Леонела (нар. 6 березня 1995) закінчила соціологічний факультет МДУ.
Батько — Валентин Іванович Мантуров (1938—2019). Закінчив морехідне училище. Працював заступником голови міськвиконкому, першим секретарем Мурманського міськкому ВЛКСМ. Потім працював по лінії торгпредства і по дипломатичній лінії в Індії, США і Шрі-Ланці. Закінчив Академію зовнішньої торгівлі. У 1980-ті роки очолив представництво СРСР при ООН. Мати Тамара Федорівна Мантурова (нар. 1936).
У 2020 році «Ведомости» повідомили, що батьки Мантурова — Тамара Федорівна і Валентин Іванович «кілька років тому» стали власниками п'ятизіркового готелю «Chekhoff Moscow Curio Collection» у Москві.
Мати — Тамара Федорівна Мантурова володіє 50 % компанії «Фінансові системи» (близько 4 млрд руб), іншою половиною бізнесу володіє син глави «Ростеха» Станіслав Чемезов. Тамарі Федорівні належать два з половиною гектари землі в гольф-клубі «Пирогово» на Клязьмінському водосховищі. На ділянці розташований особняк площею понад чотири тисячі квадратних метрів, гостьовий будинок на півтори тисячі квадратів і шестисот метровий госпблок. Вартість усього маєтку становить близько 5 млрд руб. Два особняки мати подарувала синові Денису 2020 року. Один, що знаходиться по сусідству, його площа — 454 м2. Інший — у центрі Геленджика, його площа — 3076 квадратних метрів.